# أنقليس ثعباني غالاباغوسي
أنقليس ثعباني غالاباغوسي (الاسم العلمي: Quassiremus evionthas) هو نوع من الأنقليس، يتبع فصيلة الأنقليس الثعباني.